# Pédogenèse (biologie)
Pour les articles homonymes, voir Pédogenèse.
La pédogenèse désigne en biologie l'acte de reproduction d'un individu à l'état larvaire, ayant donc atteint sa maturité sexuelle mais pas sa maturité physique. Elle est associée à la progenèse, où la maturité sexuelle est atteinte à l'état juvénile et où l'organisme ne va pas plus loin dans la maturité physique.
Le comportement de pédogenèse se rencontre chez les insectes qui se reproduisent au stade larvaire sans aller jusqu'au stade adulte. C'est une forme de parthénogenèse connue chez certains insectes : Chironomidae et Cecidomyiidae.
Chez certaines espèces comme les moucherons, la larve naît quasiment toujours déjà fécondée et se reproduit rapidement. Souvent, ces insectes dévorent leur mère au cours du processus. Cette forme de pédogenèse se produit habituellement pendant les périodes d'abondance alimentaire dans l'environnement, et se poursuit jusqu'à ce que cette abondance cesse.